# Trélatête (grupa górska)
Trélatête – grupa górska w Masywie Mont Blanc. Znajduje się na terytorium Francji (departament Górna Sabaudia) i Włoch (region Dolina Aosty). Na zachód od grupy znajdują się francuska dolina Val Montjoie, na południe francuska dolina Vallée des Chapieux, a na południowy wschód włoska dolina Vallone de la Lex Blanche (górna część doliny Val Veny).
W grani głównej, będącej granicą francusko-włoską, grupa ciągnie się od przełęczy Col de Miage (3356 m) na północnym wschodzie (za przełęczą zaczyna się grupa Mont Blanc) do przełęczy Col de la Seigne (2515 m) na południu, za którą zaczyna się grupa Monte Berio Blanc-Mont de Mirande.

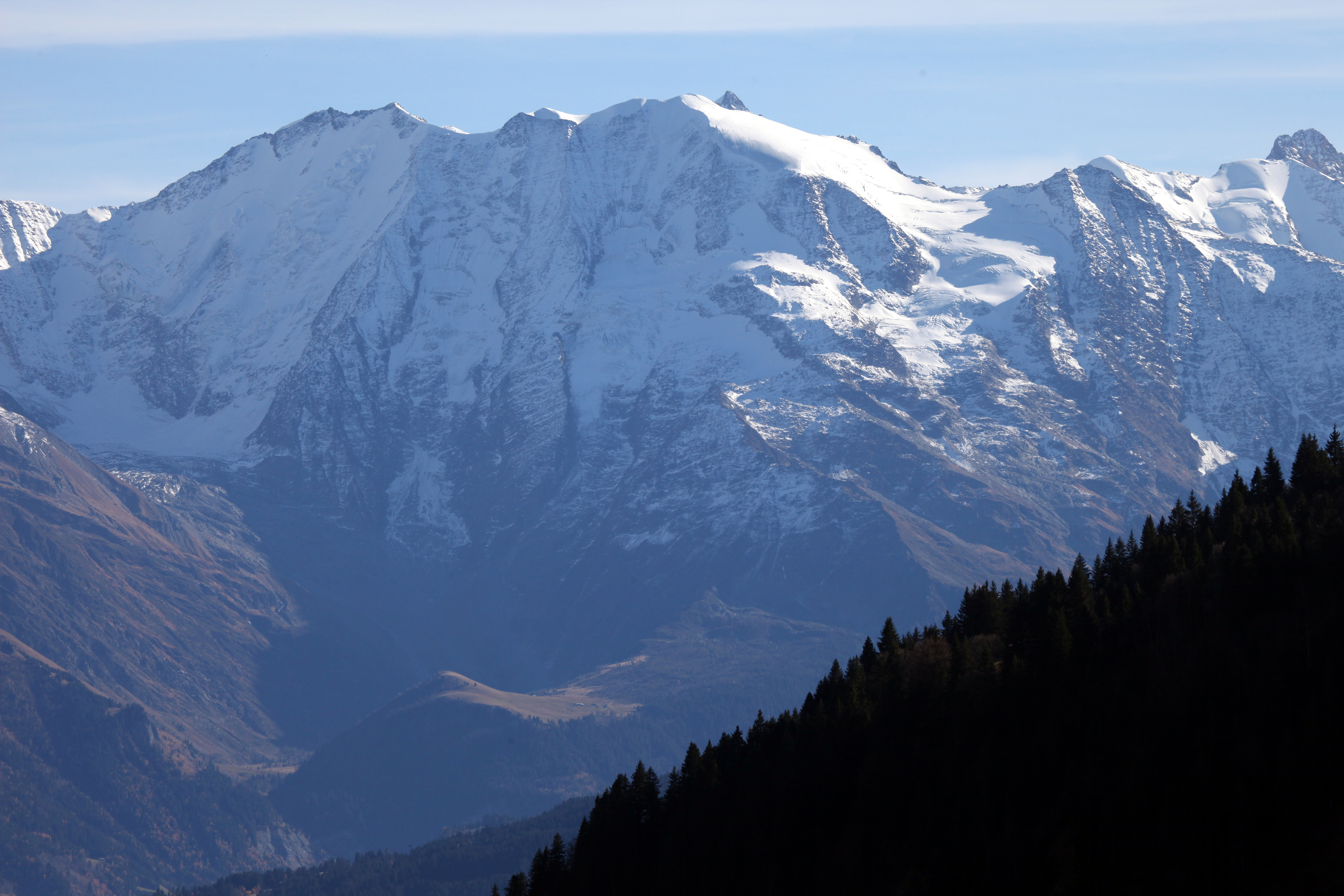
Dômes de Miage

Licząc od przełęczy Col de Miage w grani głównej znajdują się m.in. szczyty: Dômes de Miage (na zachód od granicy francusko-włoskiej, 3673 m), Tete Carrèe (3752 m), Aiguilles de Trélatête (z czterema szczytami: Tete Blanche – 3884 m, Centrale – 3908 m, Meridionalè – 3920 m, Orientale – 3892 m), Aiguille des Glaciers (3816 m) i Petite Aiguille des Glaciers (3471 m).
Od szczytu Dômes de Miage odchodzi na zachód grań m.in. ze szczytami Dômes de Miage Second (3633 m), Dômes de Miage Pointe (3670 m) i Aiguille de la Bèrangère (3425 m).
Od szczytu Aiguilles de Trélatête Centrale odchodzi na południowy wschód boczna grań m.in. ze szczytami Aiguille de l'Aigle (3553 m) i Petit Mont Blanc (3431 m).
Od szczytu Aiguille des Glaciers odchodzą dwie boczne granie:
- na południowy wschód krótka grań m.in. ze szczytem Aiguille d’Estellette (2975 m),

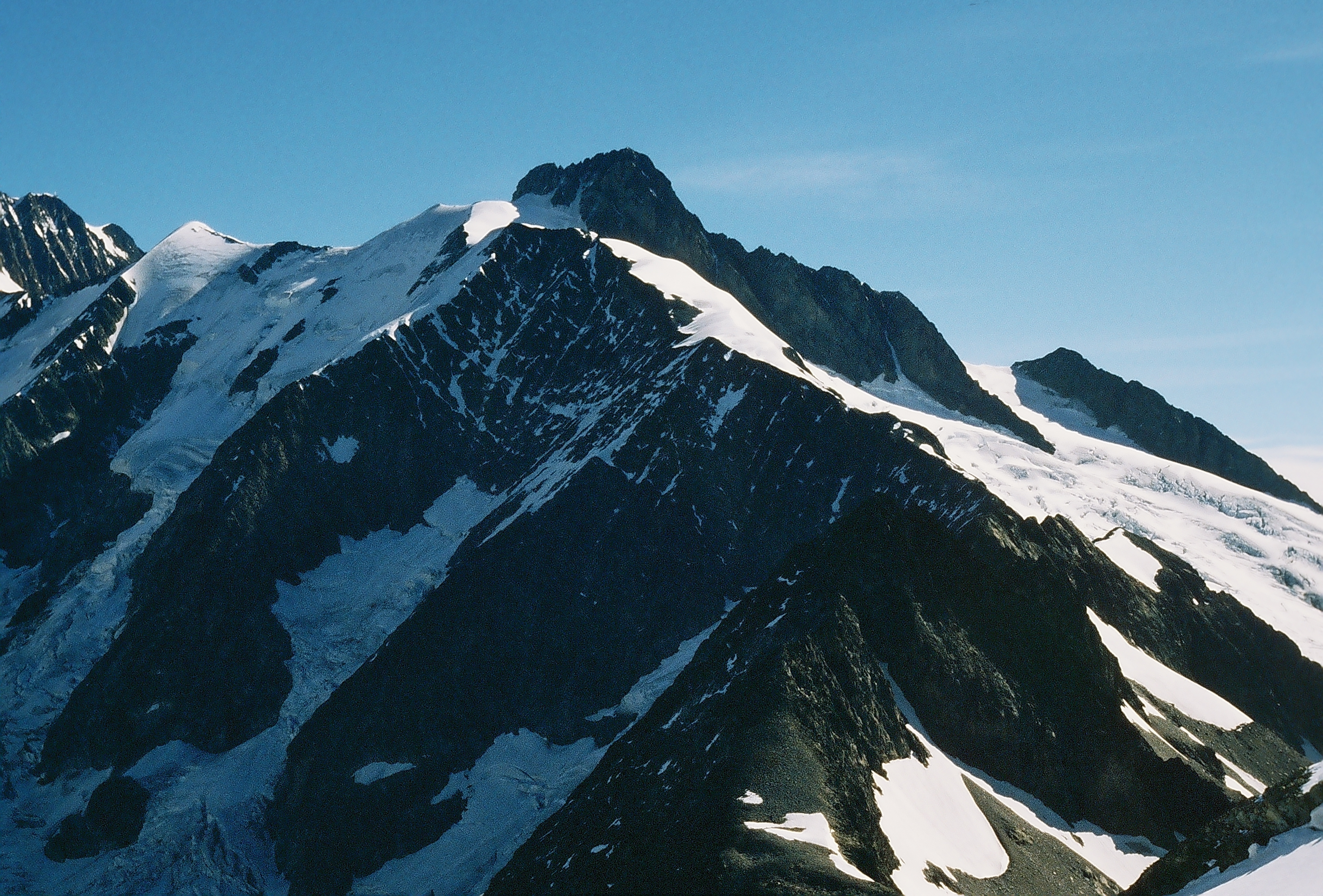
Mont Tondu

- na południowy zachód długa grań m.in. ze szczytami Dôme des Glaciers (3698 m) i Mont Tondu (3192 m)[4].

Na zachodnich zboczach grupy Trèlatete znajdują się m.in. lodowce: Glacier de Miage, Glacier de Covagnet, Glacier de Trèlatete i Glacier du Mont Tondu, a na wschodnich Ghiaccialo del Bionnassay, Ghiaccialo del Miage i Ghiaccialo del Lex Blanche.